# Rosenpannad parakit
Rosenpannad parakit (Pyrrhura roseifrons) är en fågel i familjen västpapegojor inom ordningen papegojfåglar. Den förekommer i skogsområden i Sydamerika. Beståndet anses vara livskrafigt.

## Utseende och läte
Rosenpannad parakit är en långstjärtad parakit. Fjäderdräkten är grön, med mörkröd övergump, buk och stjärtspets. Bröstet har ett gråfjälligt utseende och vingpennorna är blåaktiga. I ansiktet syns en vitaktigt eller smutsgul öronfläck. Färgen på pannan och runt ögat varierar geografiskt. Nominatformen (roseifrons) är rödaktig, medan peruviana och dilutissima saknar rött, med istället mörkbrunt på hjässa och runt ögat, medan pannan är blå. Lätena består av mjuka skrin och gläfs.

## Utbredning och systematik
Rosenpannade parakiten förekommer västra Amazonområdet i Sydamerika, i östra Peru, sydostligaste Ecuador, nordvästra Bolivia och västligaste Brasilien. Den delas upp i fyra underarter i tre grupper med följande utbredning:
- peruviana/dilutissima-gruppen:
  - Pyrrhura roseifrons peruviana – förberg till Anderna i sydöstra Ecuador (Morona-Santiago) och norra Peru (Amazonas och västra Loreto)
  - Pyrrhura roseifrons dilutissima – Apurímacdalen i sydcentrala Peru
- Pyrrhura roseifrons parvifrons – två skilda regioner i norra Peru: i östra San Martín och närliggande västcentrala Loreto samt utmed Amazonfloden i nordöstra Loreto (möjligen bara södra sidan om floden)
- Pyrrhura roseifrons roseifrons – västra Amazonområdet, söder om Amazonfloden, från norra Peru till norra Bolivia (La Paz) och i västra Brasilien (västra Amazonas)

Birdlife International och därmed också Internationella naturvårdsunionen IUCN urskiljer alla tre grupper som egna arter: P. peruviana ("vågbröstad parakit", inklusive dilutissima), parvifrons ("Garlepps parakit") och roseifrons. 

## Levnadssätt
Rosenpannad parakit hittas i skogsområden. Där rör den sig i trädtaket i småflockar, i mindre utsträckning än många andra papegojor högre upp.

## Status
IUCN bedömer hotstatus för underartsgrupperna (eller arterna) var för sig, alla tre som livskraftiga.